# Enfants perdus
Col nome di enfants perdus ("bambini perduti" in francese) erano indicati reparti militari di varia costituzione, talvolta a piedi talvolta a cavallo. Durante la Prima Crociata furono una truppa di gente scalza, sprovvista, per voto, di denaro, che precedeva l'esercito. Negli accampamenti e negli assedi si rendeva utile trasportando viveri e materiali, lanciando sassi contro i nemici e rovesciandone le macchine belliche. Un gentiluomo normanno che ne assunse il comando, prese il nome di Re dei Vagabondi. Nel XVI secolo e seguenti furono truppe leggere armate di balestra e più tardi di colubrina e archibugio.
Il nome rimase nella pratica militare francese per indicare i reparti "sacrificabili", fino almeno alla prima guerra mondiale. 
Si definivano enfants perdus (con un senso quindi molto diverso di "ragazzi sacrificati") tutti i reparti, formati o meno da volontari, che si impiegavano per contro-attacchi particolarmente rischiosi, assalti alle brecce durante un assedio o, soprattutto, per coprire la ritirata di altri reparti. Dalle formazioni di "Enfants perdus" impiegate nel XVII secolo potrebbero essersi originate le unità d'assalto del genio e i reparti dei granatieri, mentre il termine rimase invariato per definire i distaccamenti lasciati in retroguardia durante le guerre del XVIII secolo e dell'età napoleonica.
Tornò d'attualità, sempre all'interno del gergo militare, nelle due guerre mondiali; riferito sia a quelle compagnie che rimanevano a difendere fortificazioni isolate senza arrendersi, sia ai reparti che si offrivano volontari per far esplodere i reticolati nemici o compiere attacchi a sorpresa particolarmente rischiosi ai nidi di mitragliatrici (attacchi spesso eseguiti mentre era ancora in corso il bombardamento preliminare d'artiglieria), comprendendo e precedendo l'assalto principale alle trincee nemiche.